# Adamowo (powiat lipnowski)
Adamowo – wieś w Polsce położona w województwie kujawsko-pomorskim, w powiecie lipnowskim, w gminie Chrostkowo. Jej częścią są Łosiaki.

## Przynależność administracyjna
W latach 1975–1998 miejscowość należała administracyjnie do województwa włocławskiego.

## Demografia
Według Narodowego Spisu Powszechnego (III 2011 r.) wieś liczyła 180 mieszkańców. Jest ósmą co do wielkości miejscowością gminy Chrostkowo.